# 6156 Dall
6156 Dall eller 1991 AF1 är en asteroid i huvudbältet som upptäcktes den 12 januari 1991 av den brittiske astronomen Brian G. W. Manning vid Stakenbridge-observatoriet. Den är uppkallad efter britten Horace E. Dall.
Asteroiden har en diameter på ungefär 10 kilometer och den tillhör asteroidgruppen Eos.